# Porsche Tennis Grand Prix 1979
Il Porsche Tennis Grand Prix 1979 è stato un torneo femminile di tennis giocato sul sintetico indoor. È stata la 2ª edizione del Porsche Tennis Grand Prix, che fa del WTA Tour 1979. Si è giocato a Stoccarda in Germania, dal 5 all'11 novembre 1979.

## Campionesse

### Singolare
Tracy Austin ha battuto in finale  Martina Navrátilová con il punteggio di 6–3, 6–2

### Doppio
Billie Jean King /  Martina Navrátilová hanno battuto in finale  Betty Stöve /  Wendy Turnbull con il punteggio di 6–3, 6–3